# John Maxwell
Treść tego artykułu może nie być zgodna z zasadami neutralnego punktu widzenia.
Dokładniejsze informacje o tym, co należy poprawić, być może znajdują się w dyskusji tego artykułu.
 Po wyeliminowaniu niedoskonałości należy usunąć szablon  z tego artykułu.
John C. Maxwell (ur. 20 lutego 1947 w Garden City) - mówca, coach, trener i autor w dziedzinie przywództwa. Ewangelikalny chrześcijanin, jest ordynowanym pastorem w Kościele Wesleyańskim. Jego organizacje przeszkoliły ponad 2 miliony liderów na całym świecie, a książki sprzedały się w ponad 25 milionach egzemplarzy. 
Jako aktywny mówca dr Maxwell wykłada rokrocznie zarówno dla firm z listy Fortune 500, liderów partii politycznych i rządów, a także organizacji takich jak Akademia Wojskowa West Point, czy ligi NBA i NFL. 
Jako najlepiej sprzedający się autor The New York Timesa, The Wall Street Journal i Business Weeka. Maxwell został uznany przez Leadershipgurus.net numerem jeden w rankingu największych autorytetów w zakresie przywództwa na świecie (Top Leadership Guru). American Management Association®  uznała go liderem #1 w biznesie, a magazyn Business Insider and Inc. ogłosił Maxwella  najbardziej wpływowym ekspertem w dziedzinie przywództwa w 2014 roku.
John C. Maxwell napisał ponad 50 książek, a trzy z nich znalazły się na liście najlepiej sprzedających się tytułów w Amazon.com: 
"21 Irrefutable Laws of Leadership", "Developing the Leader Within You" i "21 Indispensable Qualities of a Leader". 
W oparciu o jego teorię i praktykę powstało szereg programów szkoleniowych w zakresie przywództwa i rozwoju osobistego.